# Sepai
Sepai (o Seipai) è un kata di karate, maggiormente noto nello stile del Gōjū-ryū e del Shito-Ryu. Nello stile Sankukai è noto col nome di Seipa

## Caratteristiche nello stile Gōjū-ryū
Sepai è il quattordicesimo kata di karate  dello stile Gōjū-ryū ed il quarto dei kata superiori (Kaishuu kata).
Significa 18. Difatti si compone di 18 tecniche fondamentali di colpi di pugno, calcio e parata. Ovviamente il numero 18, dato da 6x3, ha anche un significato simbolico: il 6 ha lo stesso valore del secondo 6 del kata Sanseru, mentre il 3 rappresenta il bene, il male e la pace.
Di solito viene eseguito per l'esame di cintura nera 3º dan.

## Tecniche del kata nello stile Gōjū-ryū
Questo kata esprime molto lo spirito del GoJu, poiché è un insieme di tecniche morbide (ju) e dure (go).